# Steenbakkerij Hove

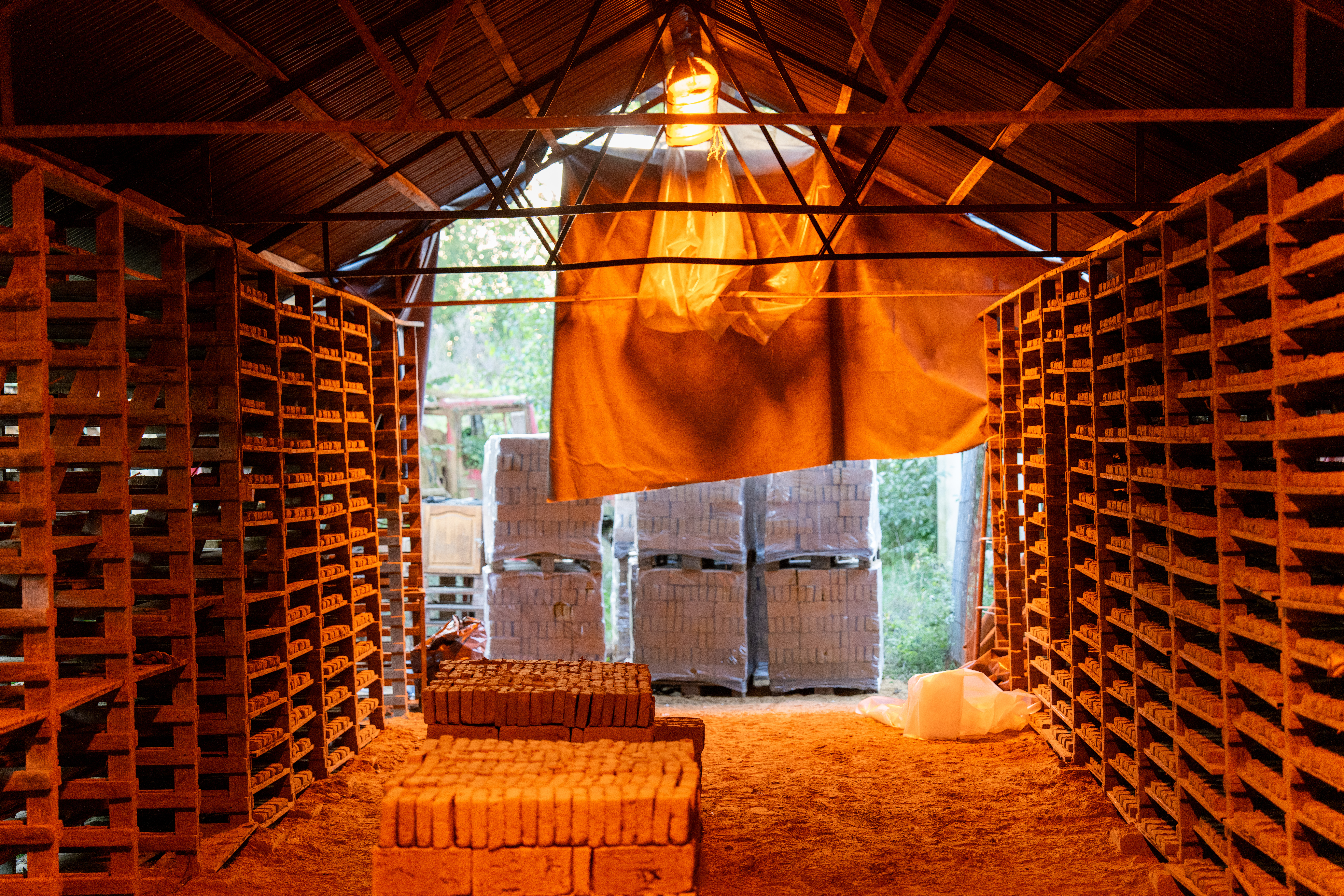

Steenbakkerij Hove is een industriële steenbakkerij in Ninove. Het is in 2025 de enige actieve ringoven in Vlaanderen. De site zelf is sinds 2009 beschermd onroerend erfgoed gezien de hoge industrieel archeologische waarde.

## Historiek
De steenbakkerij  werd opgericht vlak na de Tweede Wereldoorlog, in 1946, en was volledig operationeel vanaf 1951. De onderneming werd gestart door het echtpaar Hove, met een duidelijke focus op ambachtelijke productie van bakstenen, in een tijd waarin de bouwsector volop in expansie was.
Centraal in de site staat een ringoven van het Hoffmann-type, een typische bakoventechniek uit de 19e eeuw. Deze oven maakt het mogelijk om doorlopend te bakken met een roterend vuur. De fabriek groeide uit tot een waardevolle speler in de regionale bouwsector, juist doordat ze vasthield aan traditionele methodes, zoals handvormtechnieken en stoken op steenkool.

In de loop der decennia veranderde de sector sterk. Waar andere steenbakkerijen mechaniseerden of verdwenen, bleef Steenbakkerij Hove trouw aan het oorspronkelijke ambacht. Toen stichter Hove overleed in 2013, nam zijn vrouw Els Hove de leiding over en zette ze zich in om het bedrijf én het erfgoed te behouden. Dankzij haar inzet bleef het bedrijf actief, al is de toekomst onzeker zonder wettelijke bescherming of structurele ondersteuning.

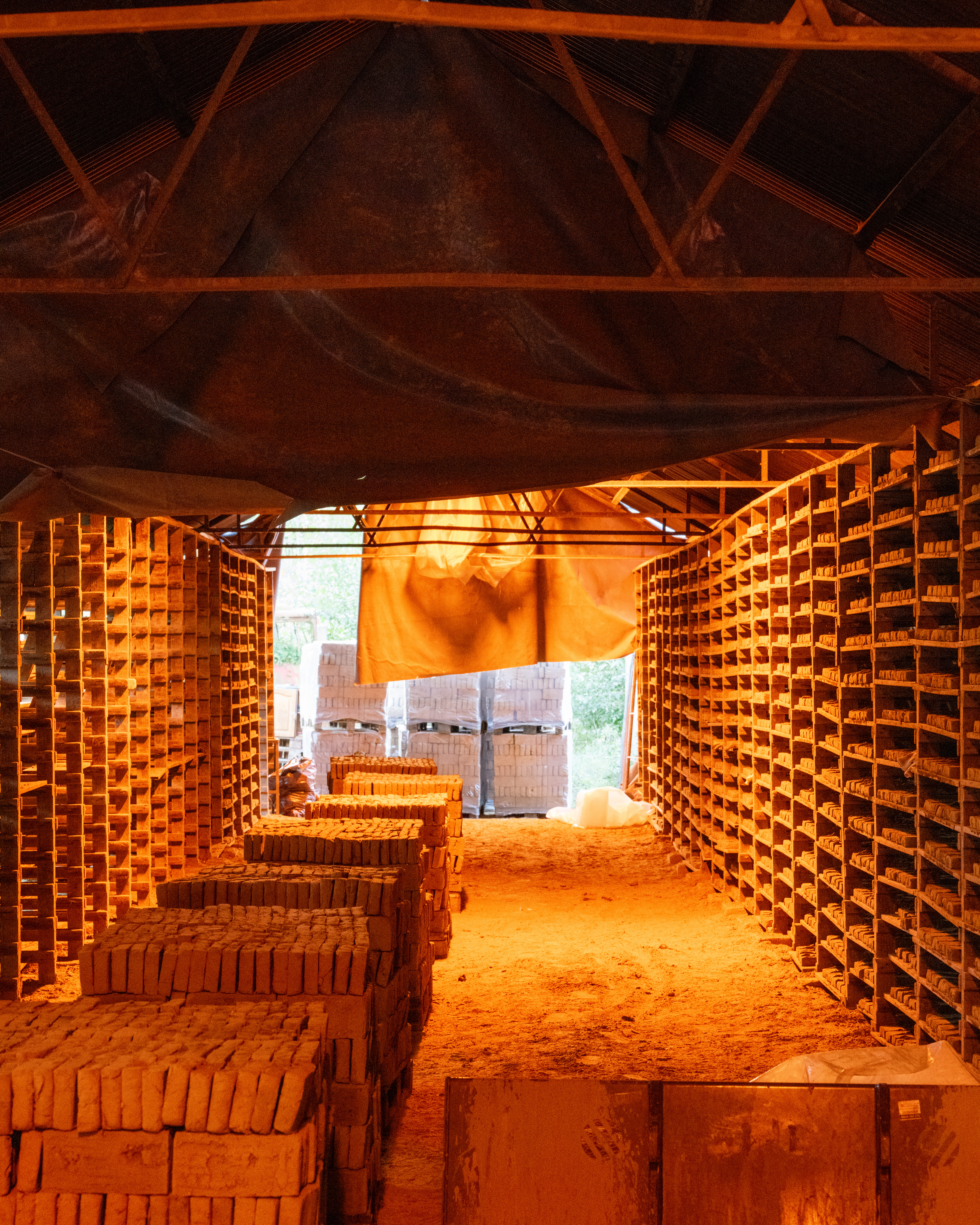
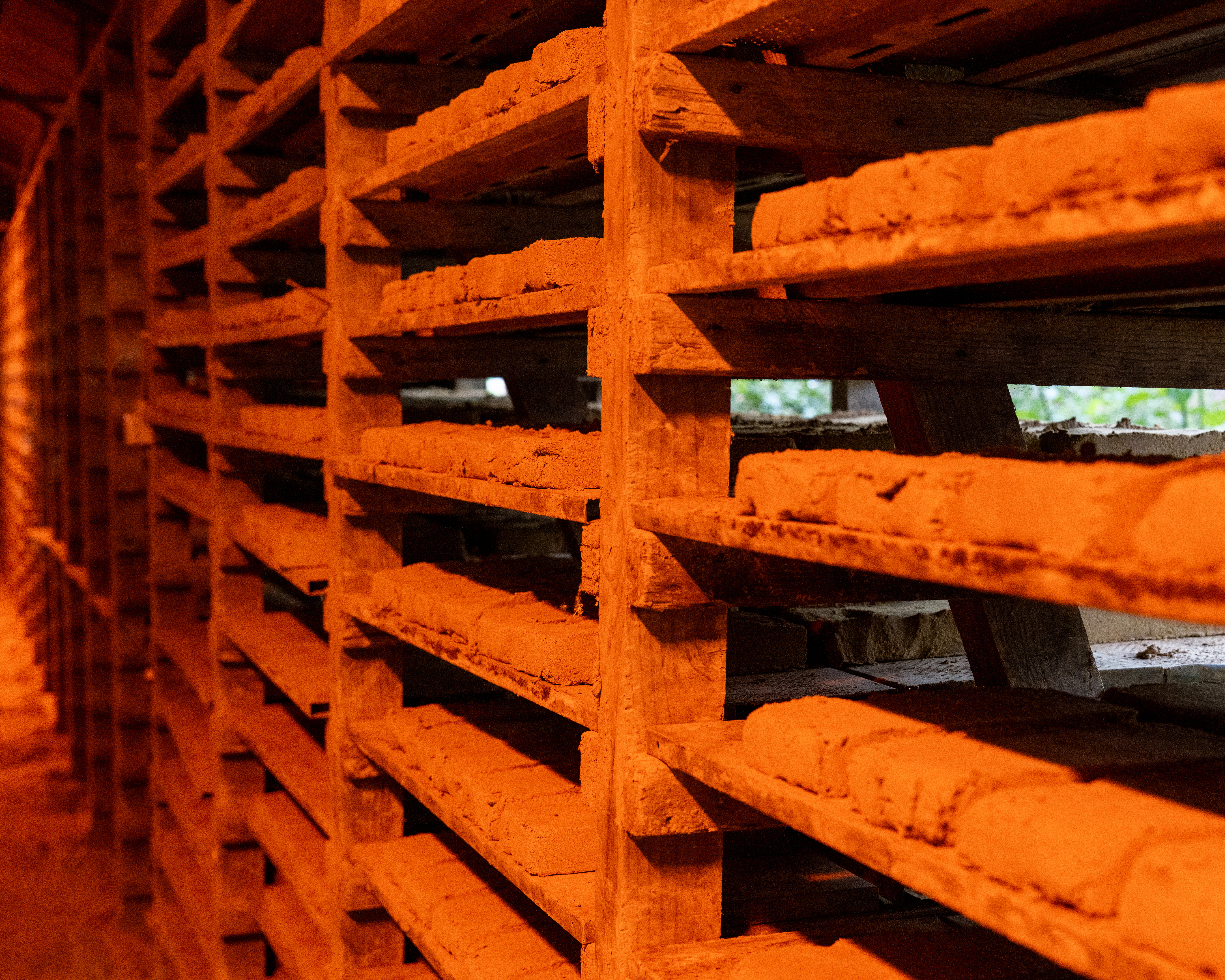
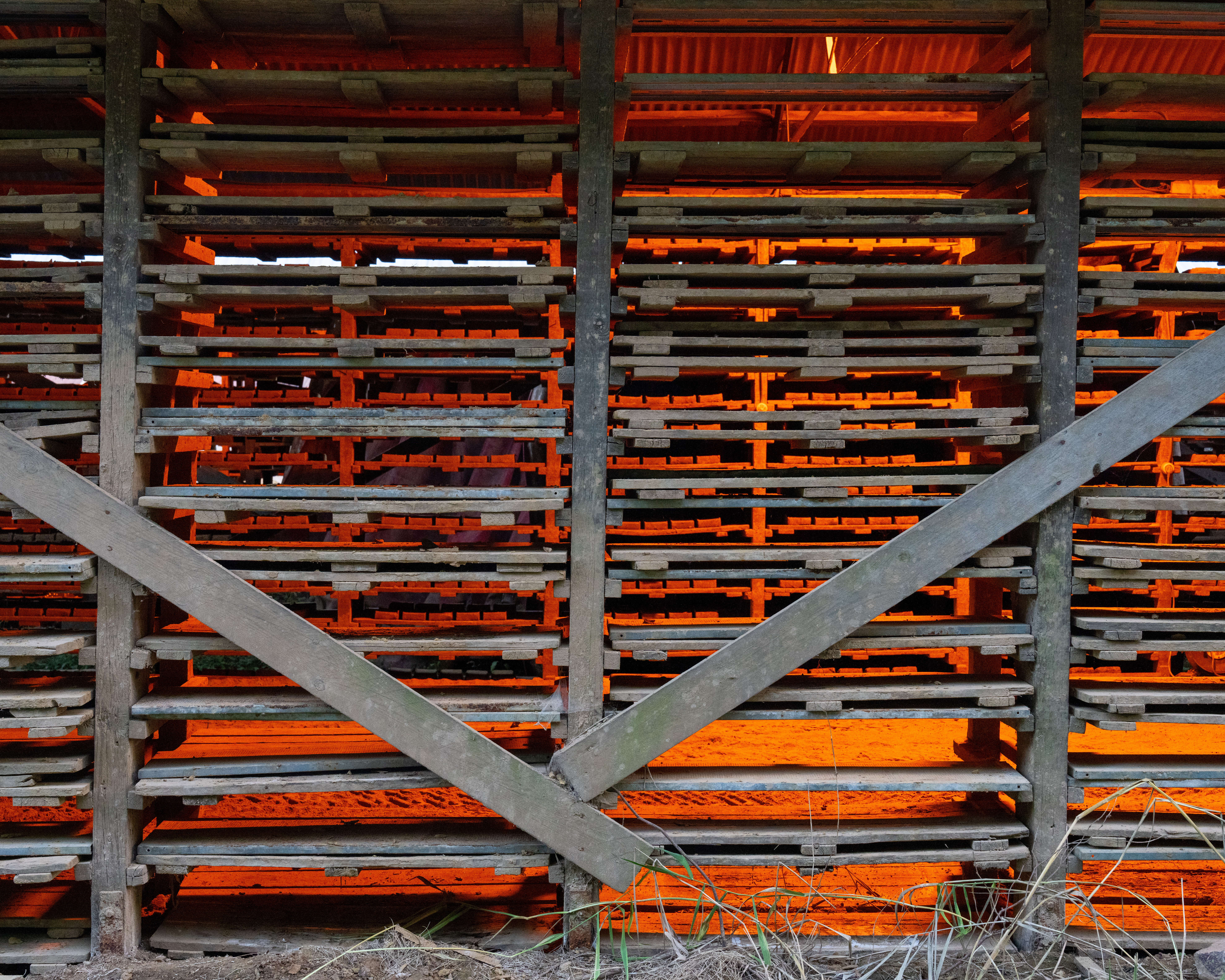
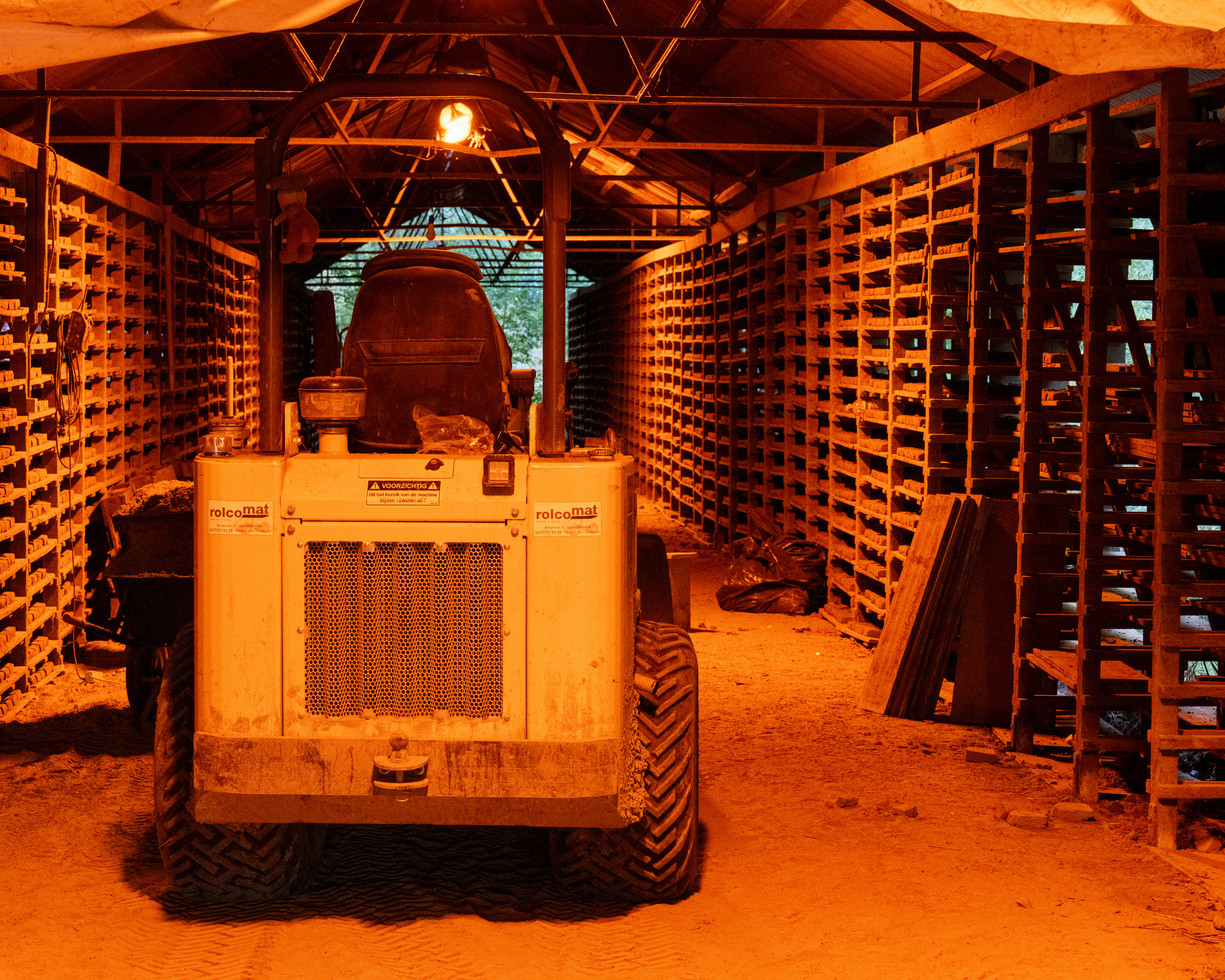
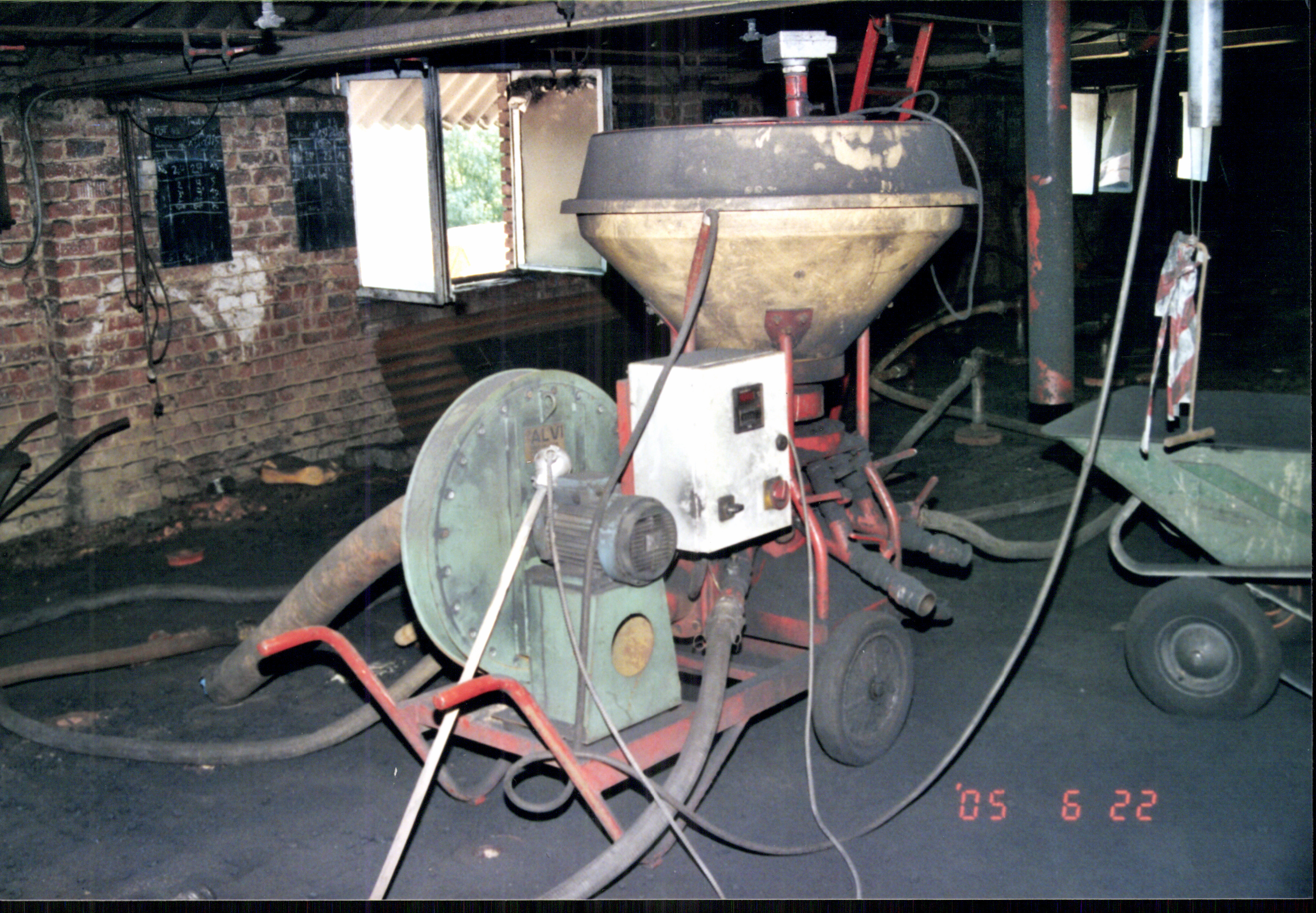
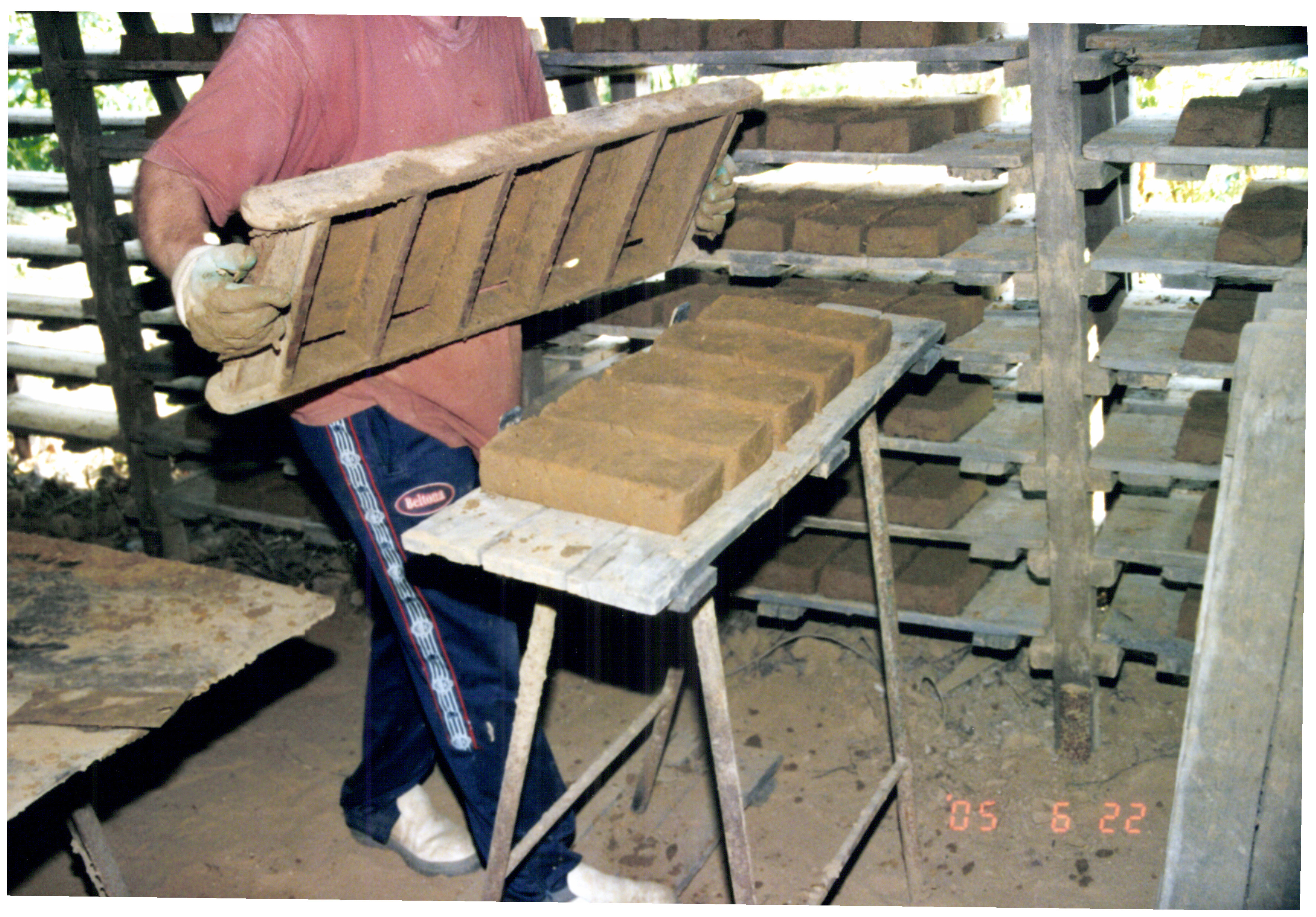

## De site als industrieel erfgoed
Sinds 2009 is de site erkend als industrieel erfgoed door de Vlaamse Vereniging voor Industriële Archeologie (VVIA), die ijvert voor de bescherming van deze unieke baksteensite.

Het betreft een recente ringoven met tweemaal zeven kleine poorten, onder een zadeldak, met lessenaarsdaken aan weerszijden tegen het ovenlichaam. De klei-uitgravingen vinden plaats op het zogenaamde "Plasveld", direct naast de bakkerij.

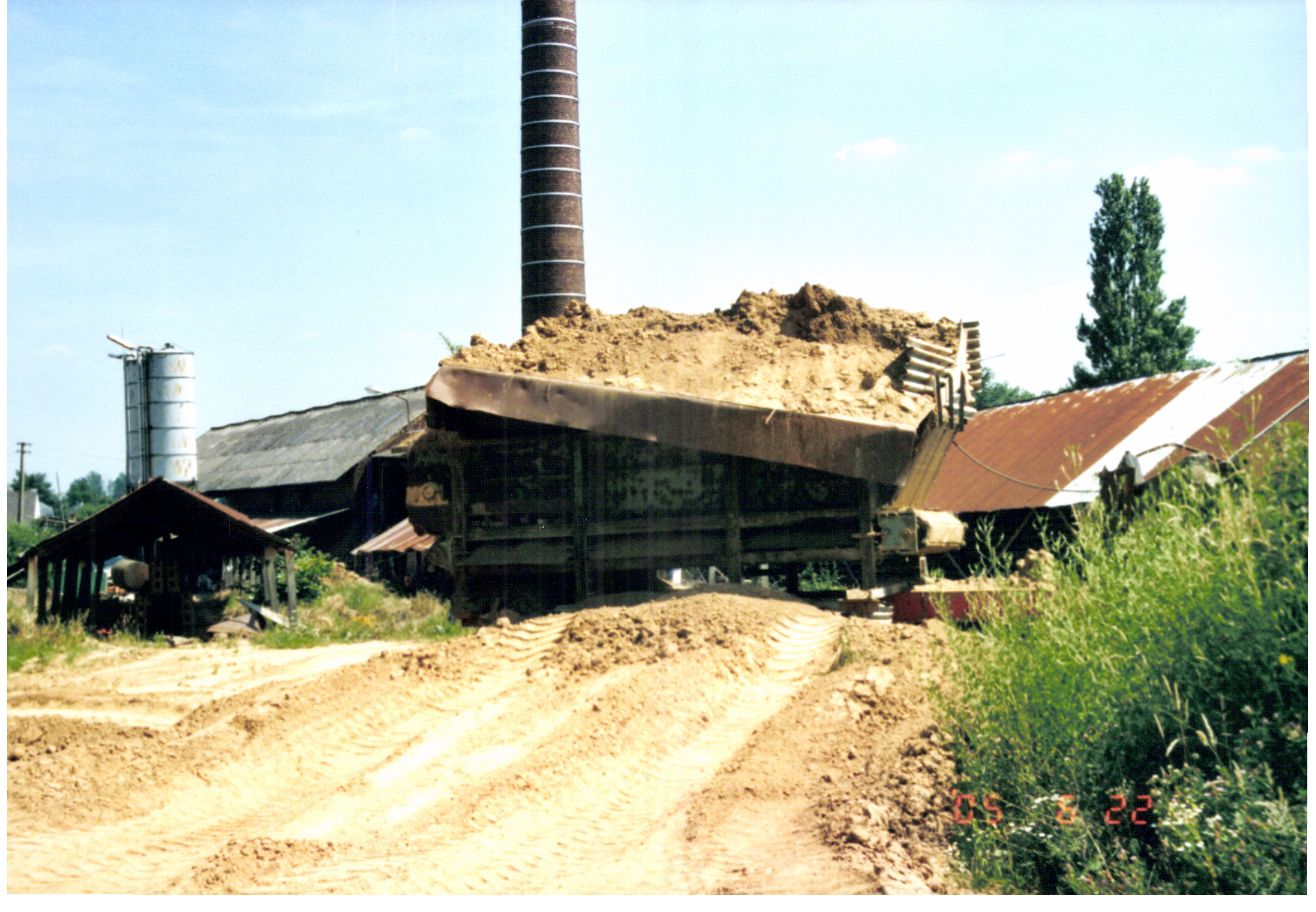
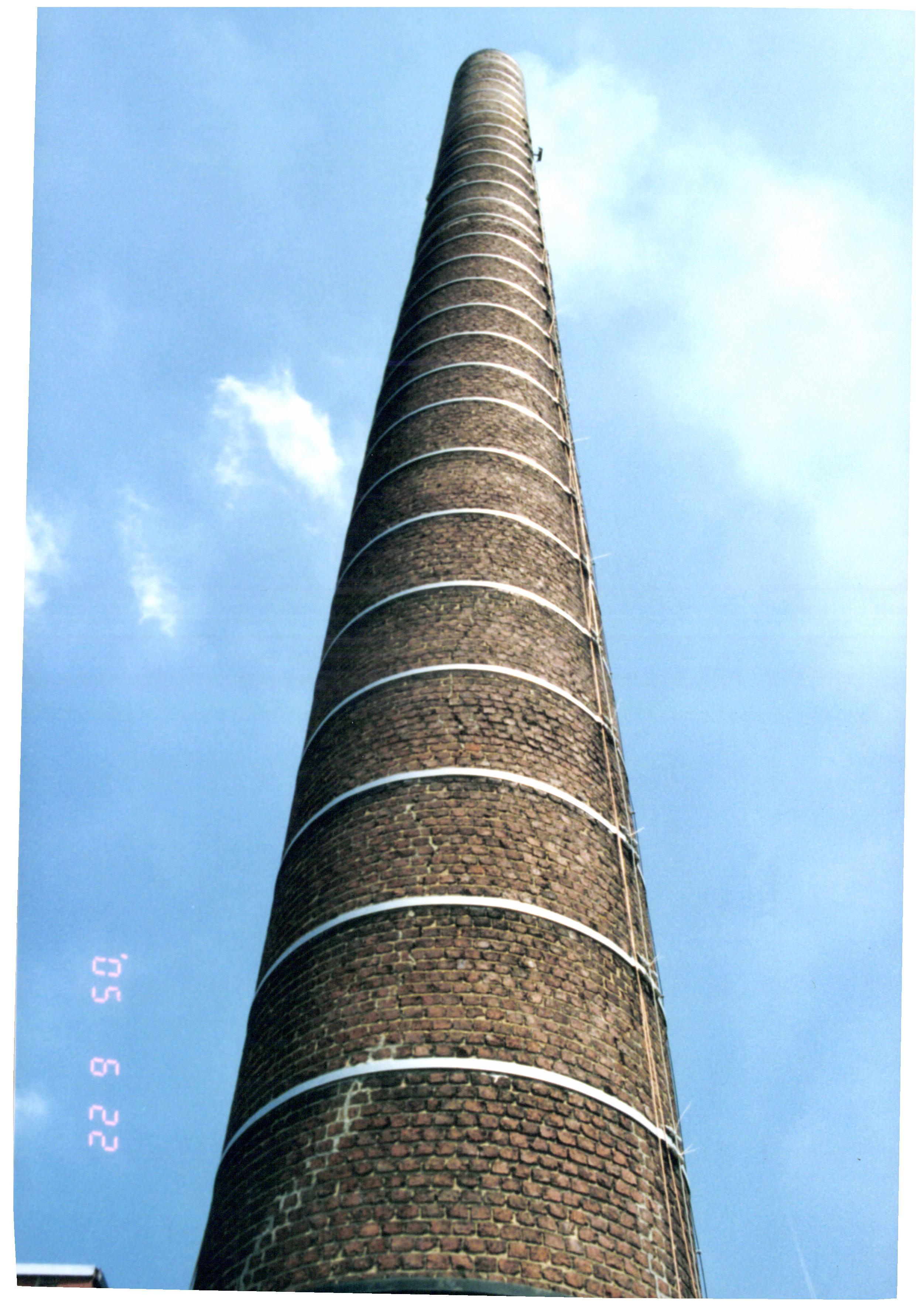
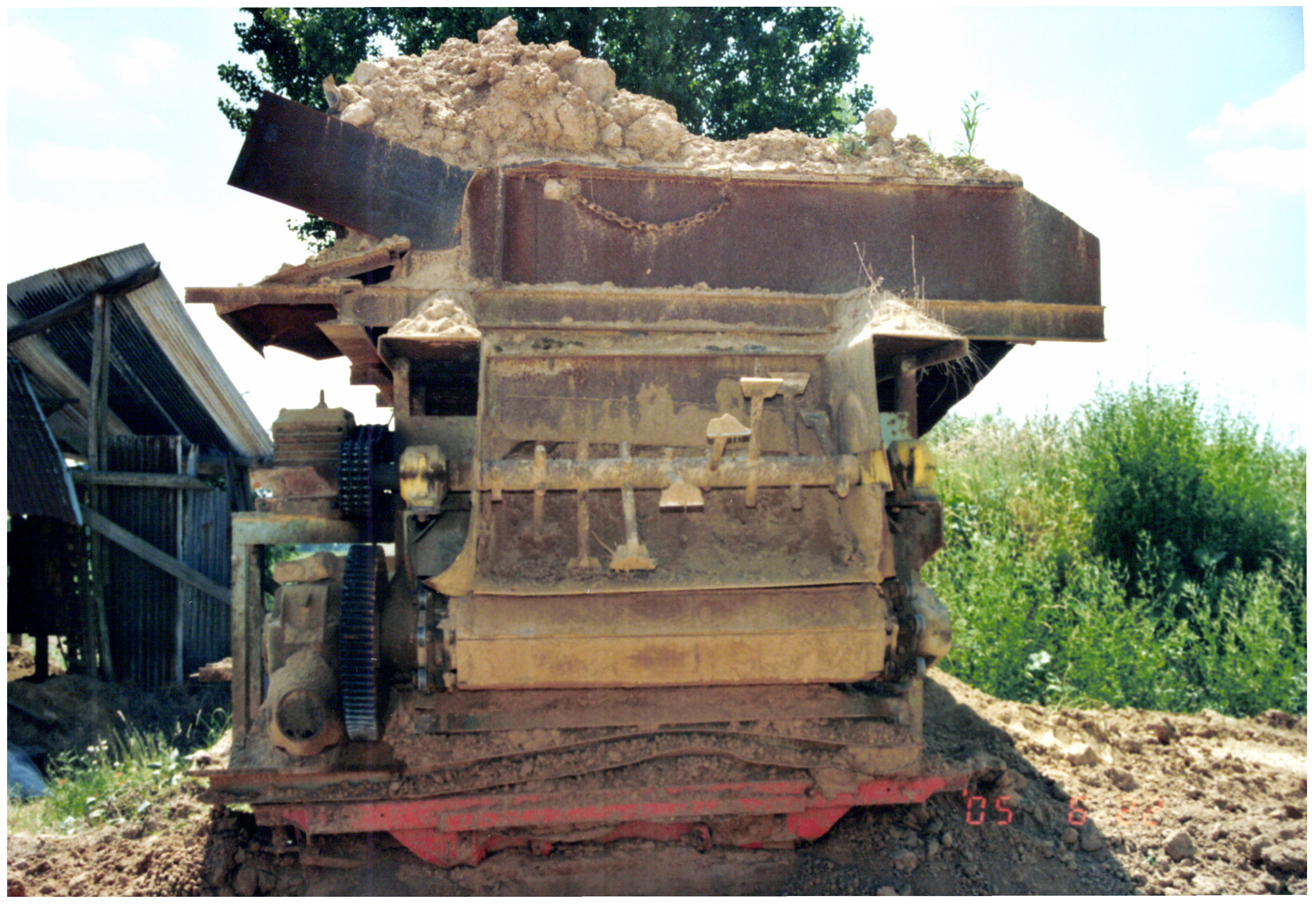
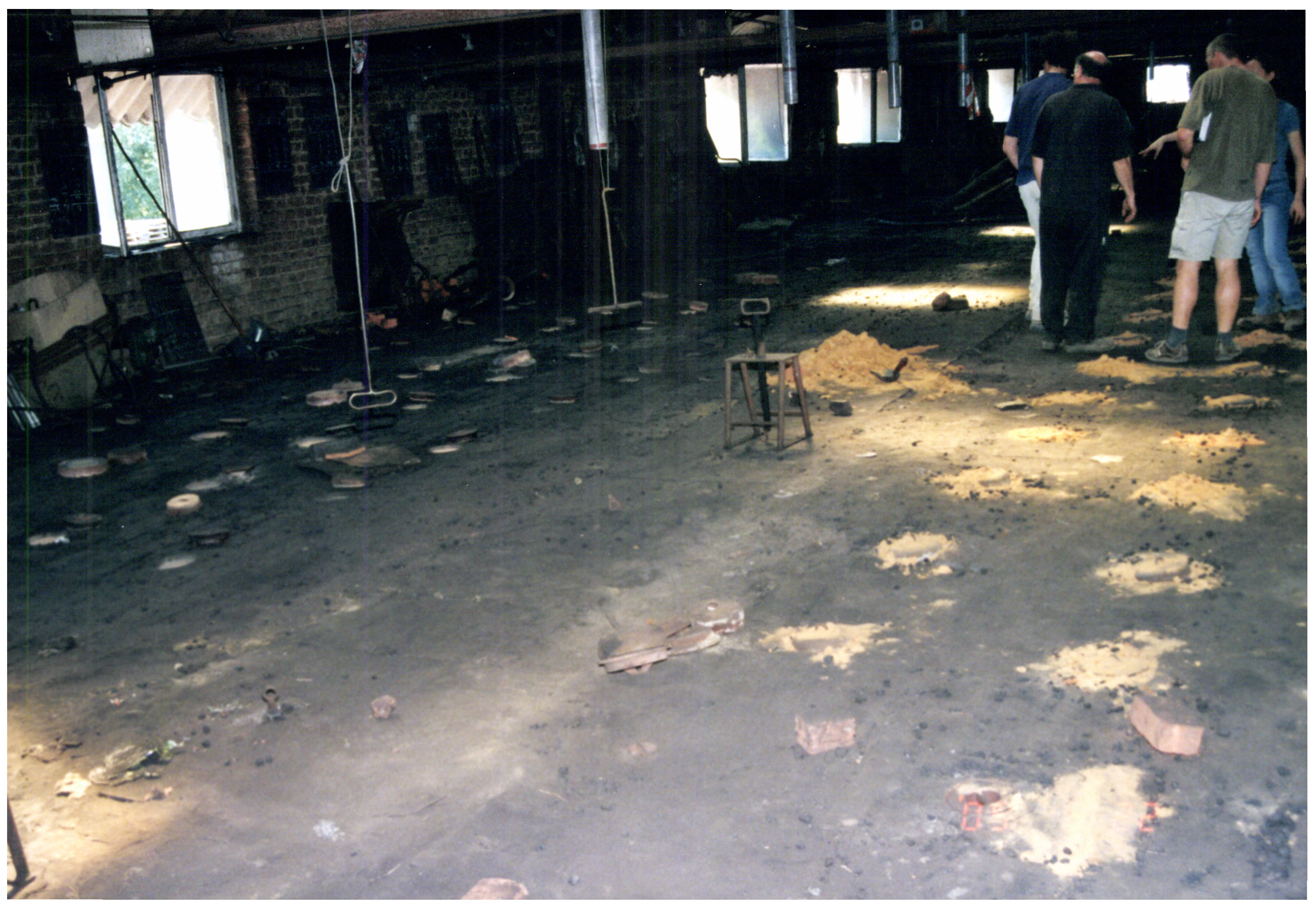
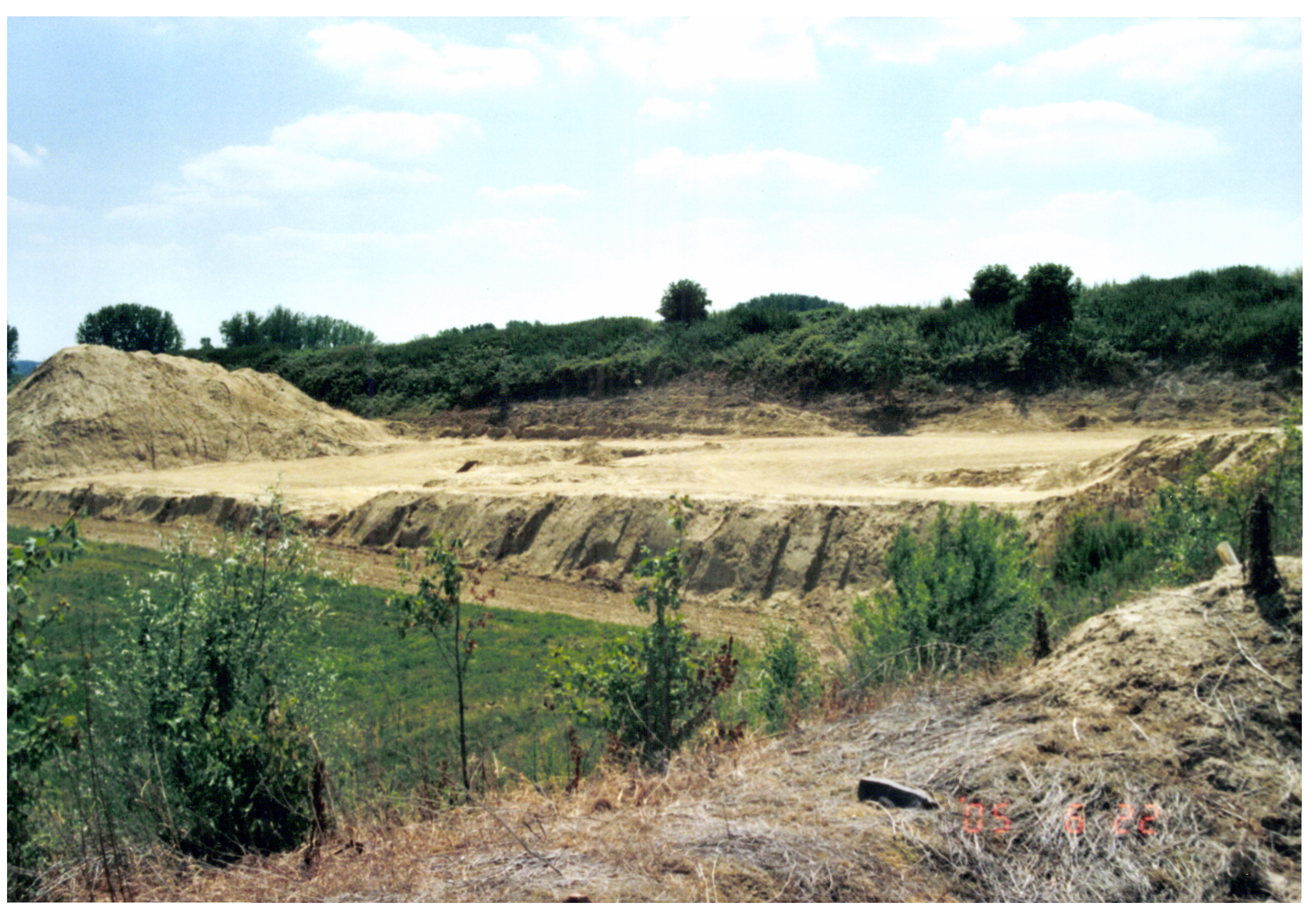
Het "plasveld"
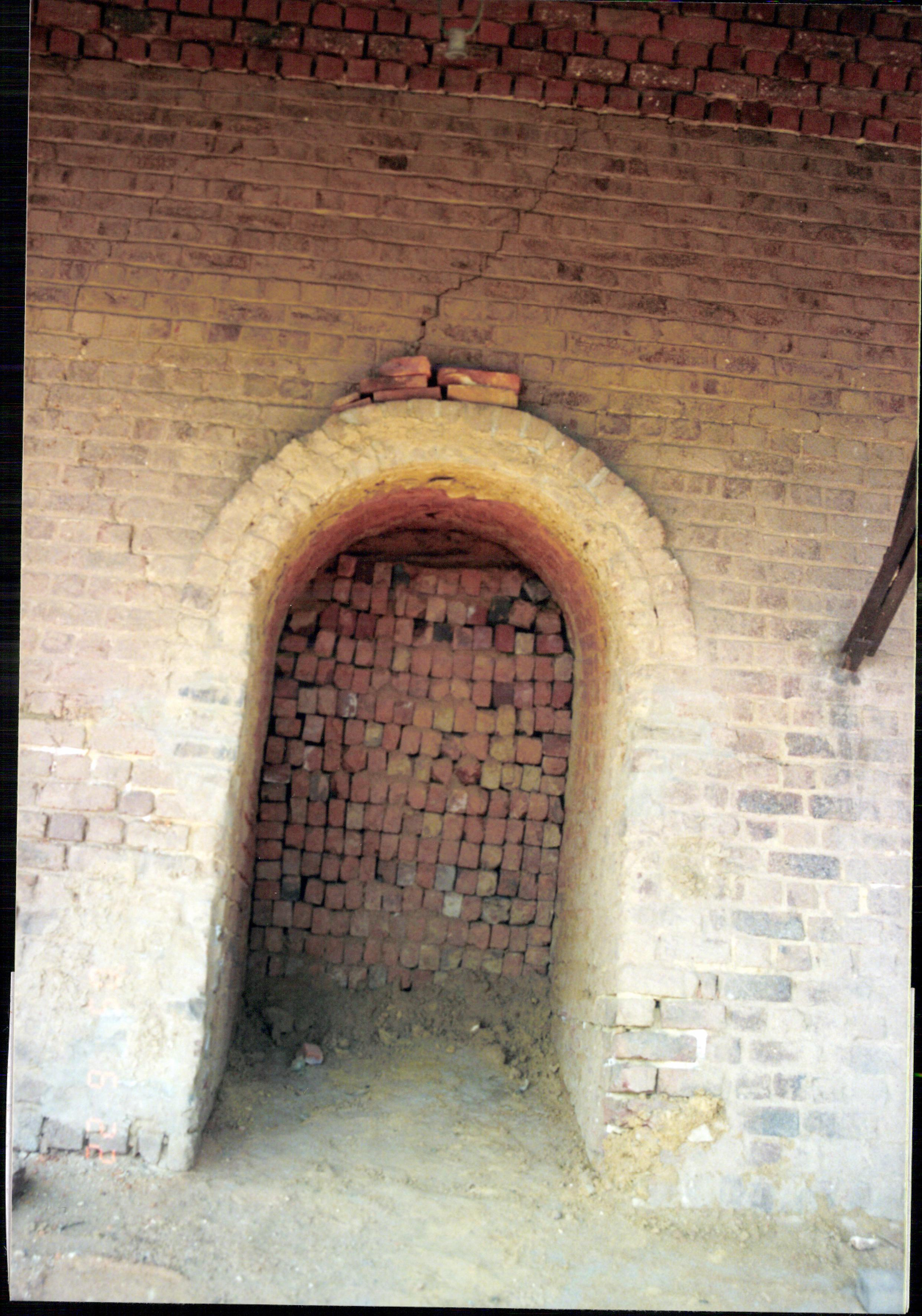
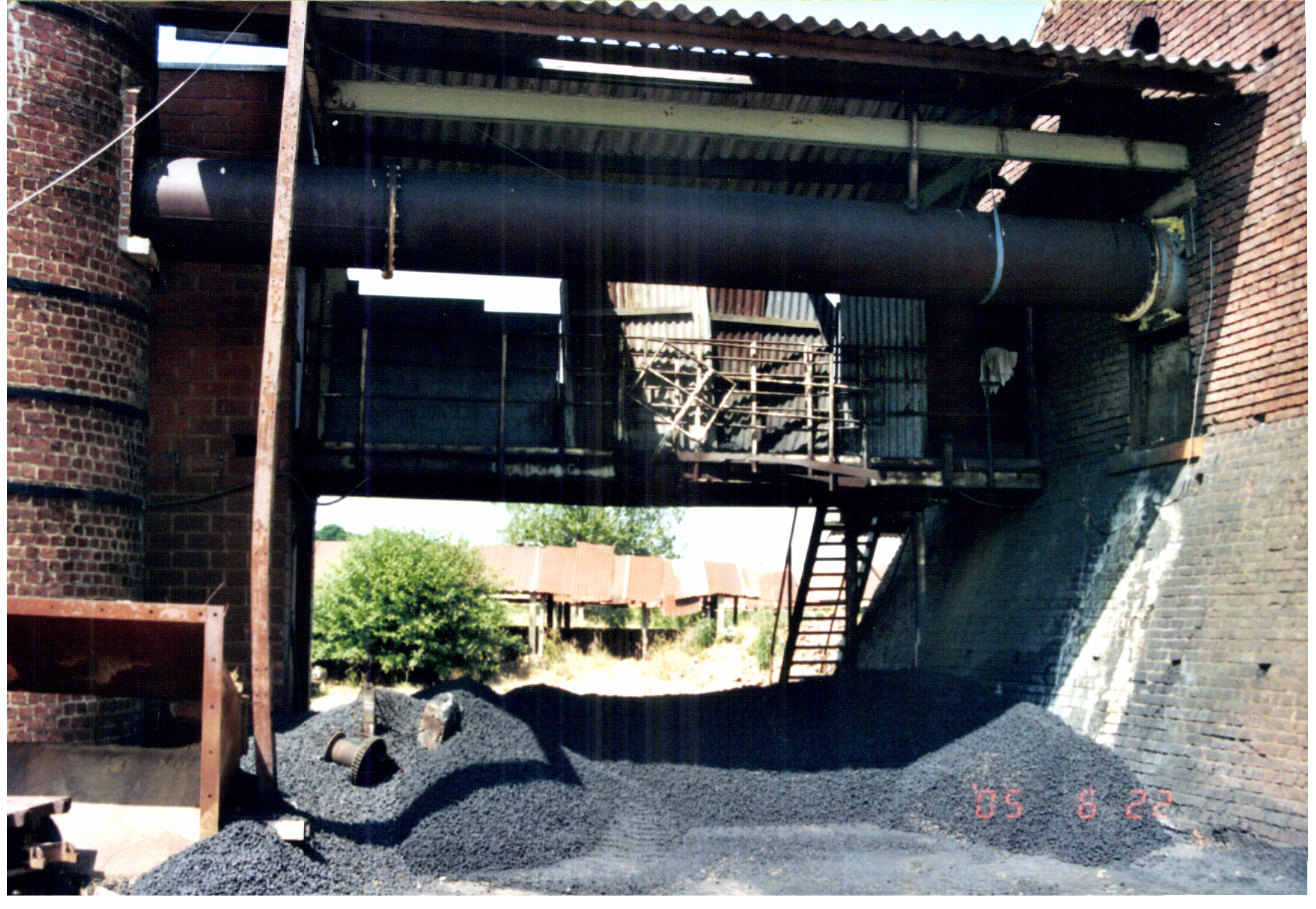